# Sphaceloma fici
Sphaceloma fici är en svampart som beskrevs av Thirum. 1946. Sphaceloma fici ingår i släktet Sphaceloma och familjen Elsinoaceae.   Inga underarter finns listade i Catalogue of Life.